# 喀拉玛盖镇
喀拉玛盖镇，是中华人民共和国新疆维吾尔自治区阿勒泰地区福海县下辖的一个乡镇级行政单位。

## 历史
喀拉玛盖镇位于福海县境东部，东邻富蕴县，南接昌吉回族自治州，西连齐干吉迭乡，北与蒙古国交界，辖域总面积2.12万平方公里，占全县总面积58%。乡政府驻县城东南67公里处的喀拉玛盖村。主要以哈萨克族居多，其次是汉族、回族。2013年，新疆维吾尔自治区人民政府批复同意撤销喀拉玛盖乡建制，设立喀拉玛盖镇。2014年7月21日，中国住房和城乡建设部、发展和改革委员会、财政部、国土资源部、农业部、民政部、科学技术部将新疆的111个镇列为全国重点镇，喀拉玛盖镇位列其中。

## 地理
乡境地形北高南低由北而南依次可分山区、丘陵区、平原区、沙漠区。山区是优良夏牧场，山前丘陵为春秋过路牧场，平原区位于额尔齐斯河以南至乌伦古河两岸，为乡境主要农牧林区，年降水量110毫米左右，无霜期148天。南部沙漠区气候干燥降水稀少，局部用作冬牧场。

## 行政区划
喀拉玛盖镇下辖以下地区：
沙尔塔勒村、阿合开勒什村、喀拉霍英村、阿合阿热勒村、喀尔乌提克勒村、克孜勒乌英克村、别斯铁热克村、多尔布力金村、萨尔库沙克村、吉迭勒村、唐巴勒村、开勒铁开村、窝依阔拉村、沙尔胡木村、喀拉苏村和迭恩村。

## 交通
2000年5月8日，新疆维吾尔族自治区交通厅投资80余万元修建喀拉玛盖客运站，10月18日竣工，该项目占地面积4700平方米，建筑面积478平方米。

## 图库

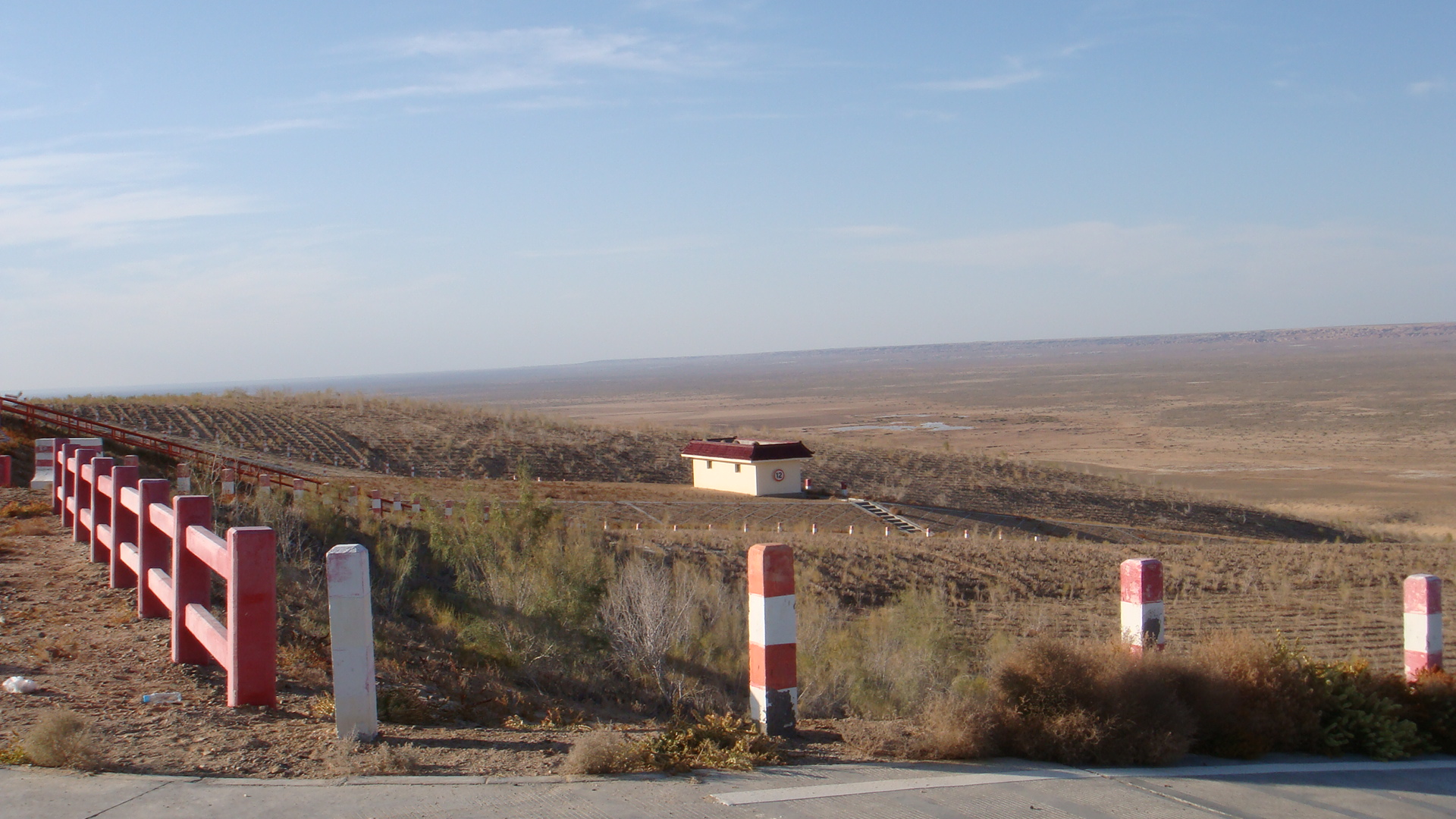
喀拉玛盖镇南部的三个泉
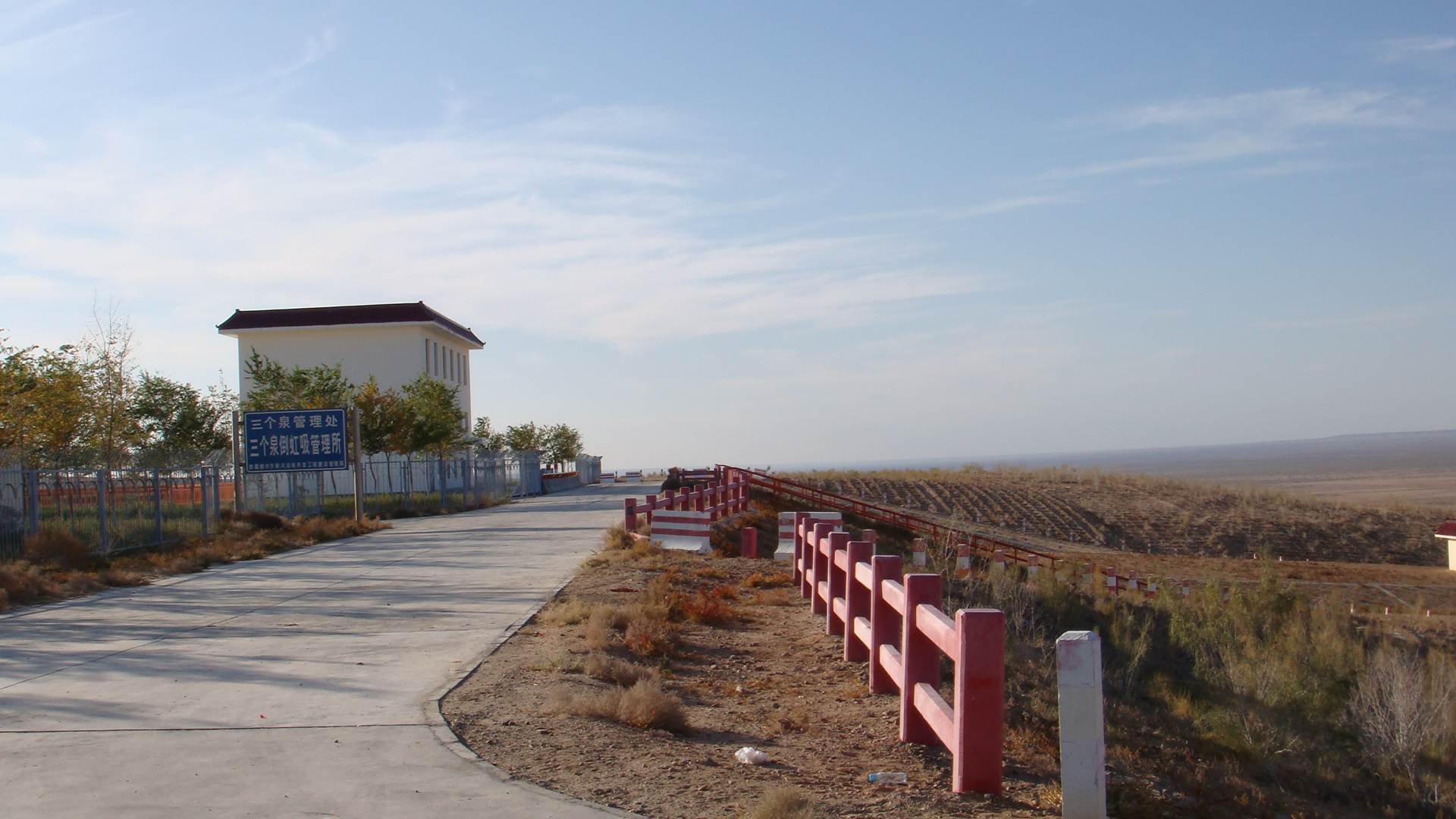
喀拉玛盖镇南部的三个泉
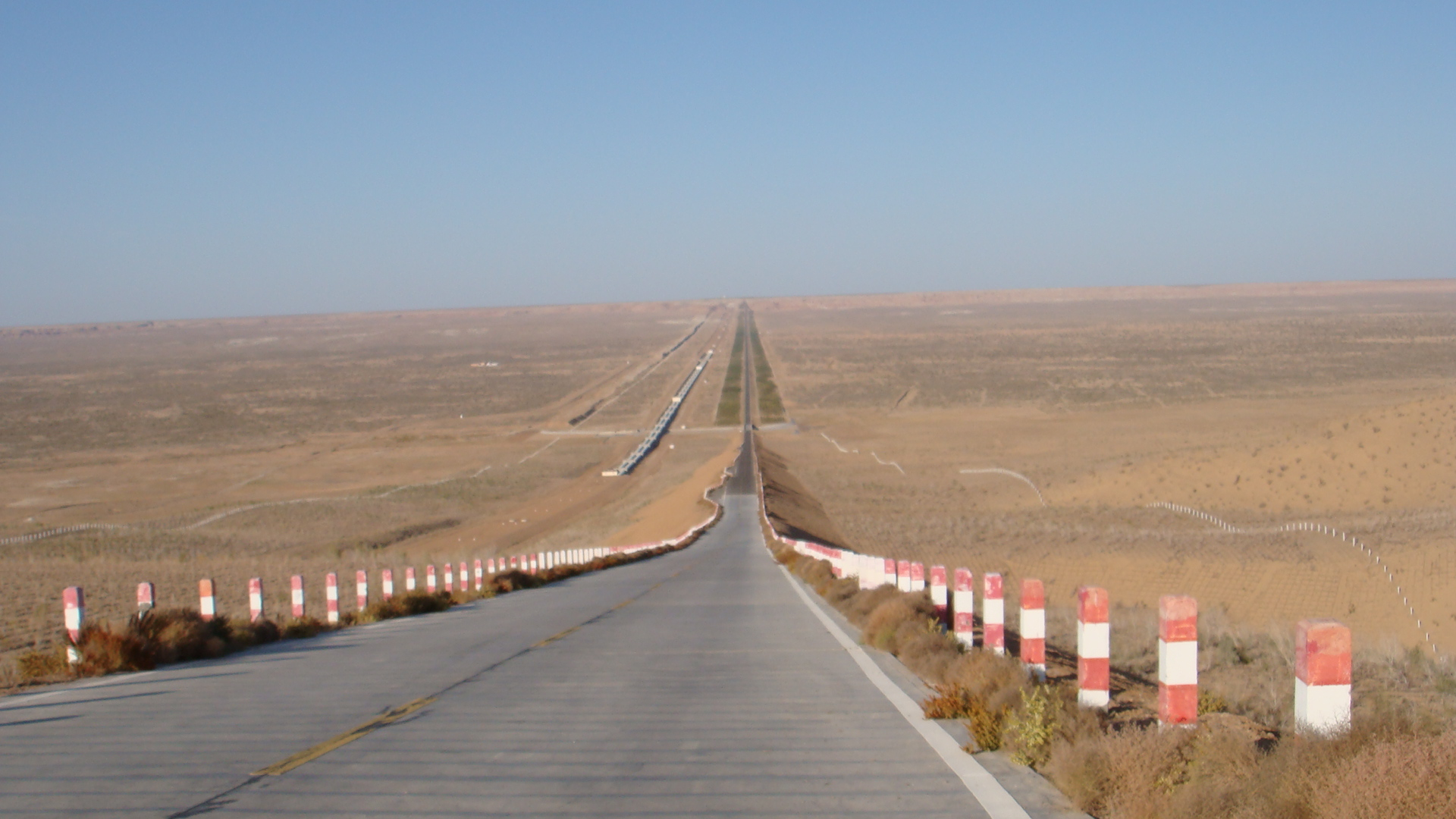
喀拉玛盖镇南部的三个泉
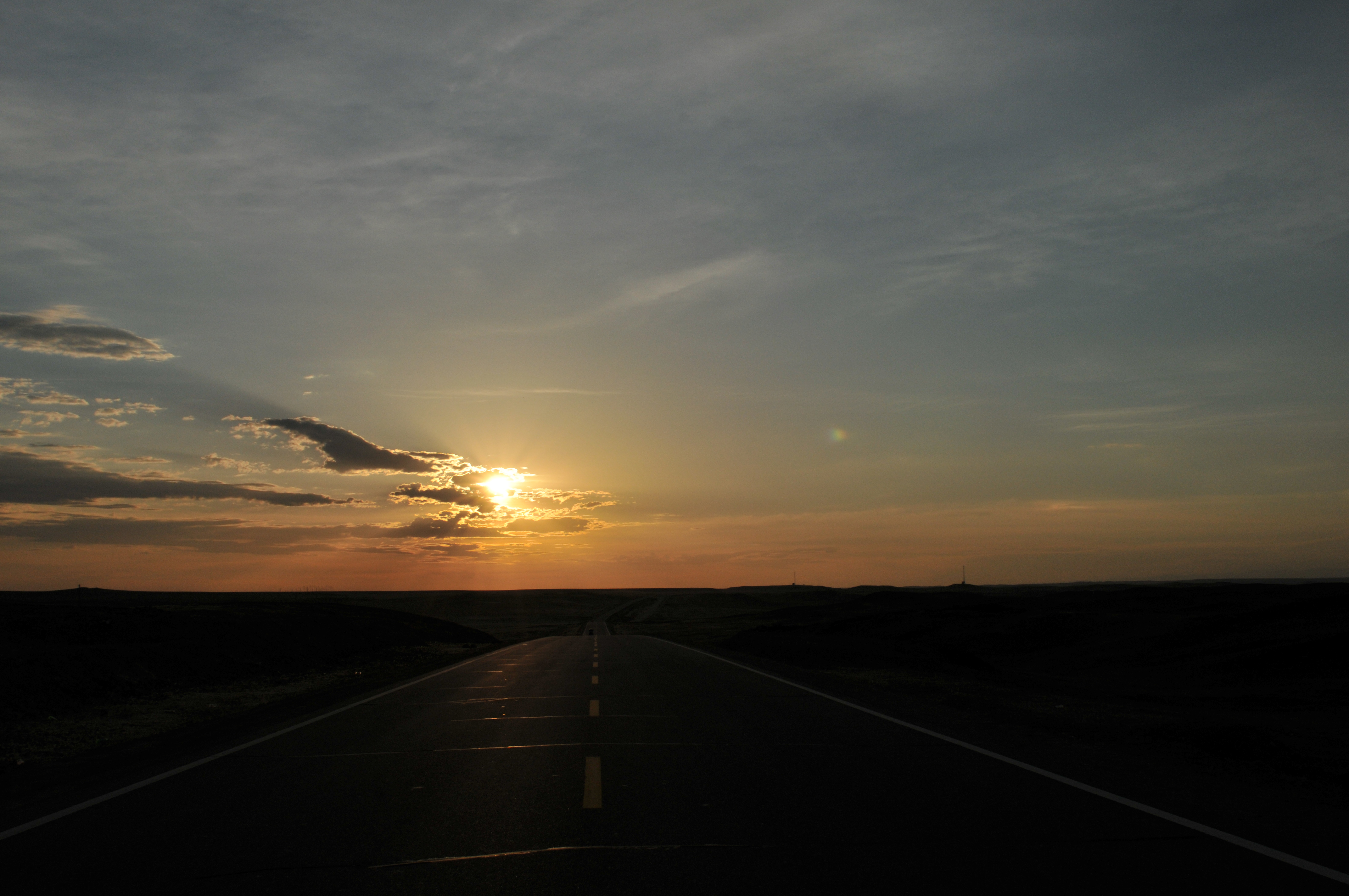
喀拉玛盖中部的G216国道
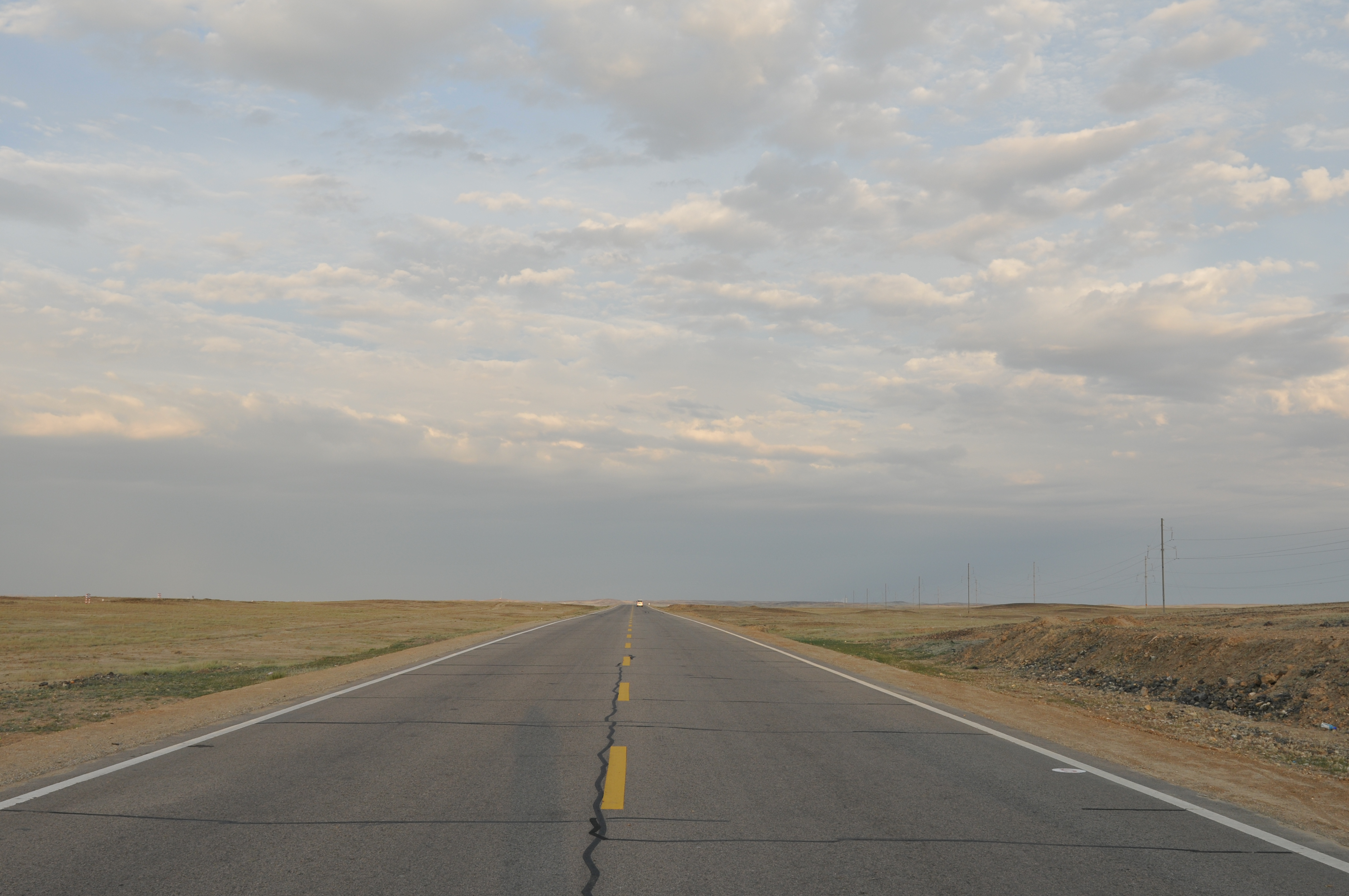
喀拉玛盖中部的G216国道
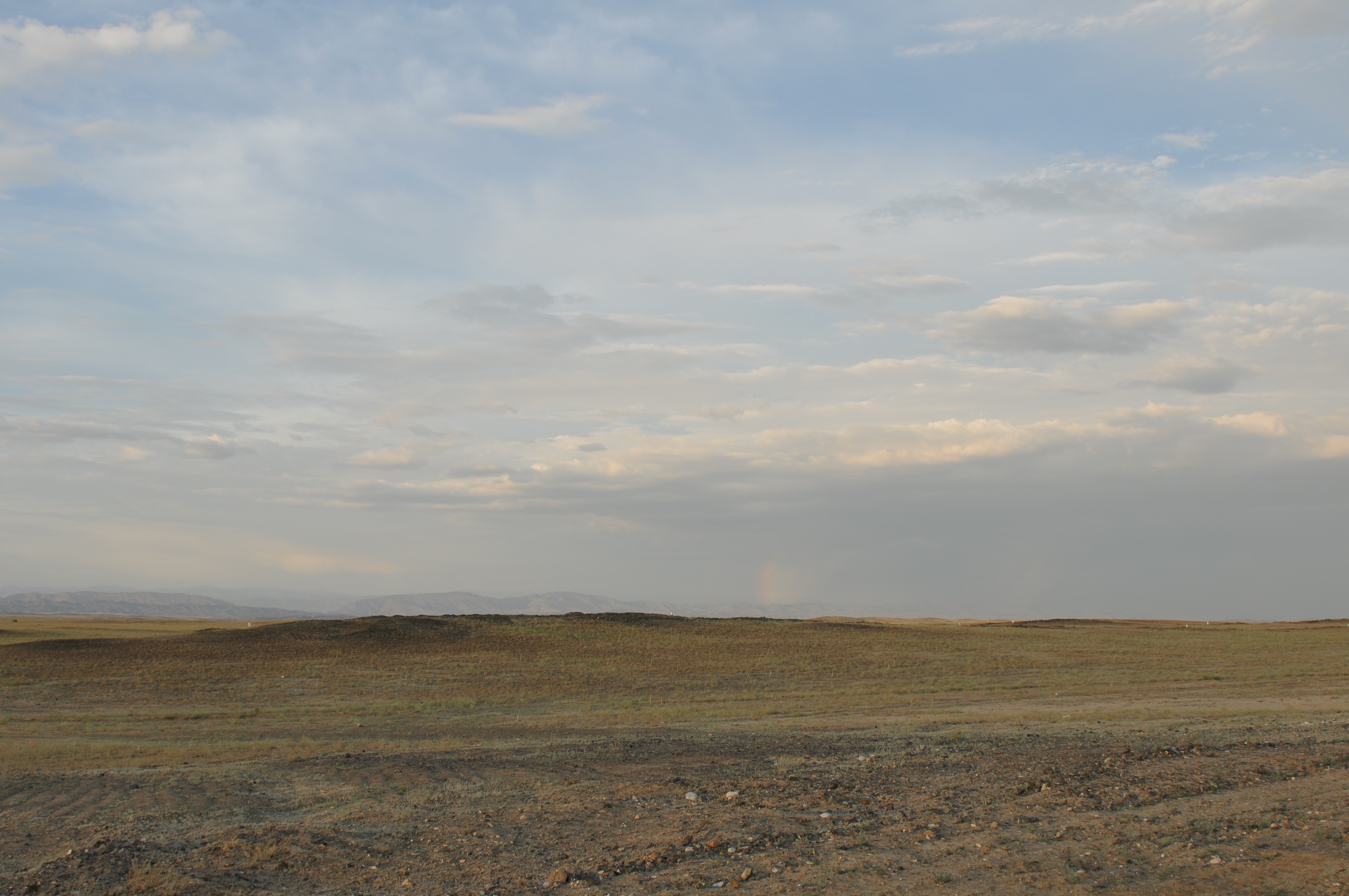
喀拉玛盖中部